# لاسوویتسه ماوه (استان اوپوله)
لاسوویتسه ماوه (استان اوپوله) (به لاتین: Lasowice Małe) یک روستا در لهستان است که در گمینا لاسوویتسه ویلکیه واقع شده‌است. لاسوویتسه ماوه ۵۵۳ نفر جمعیت دارد.